# هرادتسه
هرادتسه (به چکی: Hradce) یک منطقهٔ مسکونی در جمهوری چک است که در شهرستان چسکه بودیوویتسه واقع شده‌است. هرادتسه ۱٫۱۹ کیلومتر مربع مساحت و ۵۶ نفر جمعیت دارد و ۴۹۴ متر بالاتر از سطح دریا واقع شده‌است.